# Delphinium wentsaii
Delphinium wentsaii är en ranunkelväxtart som beskrevs av Yi Zhi Zhao. Delphinium wentsaii ingår i släktet storriddarsporrar, och familjen ranunkelväxter. Inga underarter finns listade i Catalogue of Life.